# Aparallactus werneri
Espèce
Aparallactus werneri est une espèce de serpents de la famille des Lamprophiidae. 

## Répartition
Cette espèce est endémique de Tanzanie. Elle se rencontre dans les monts Usambara et Uluguru.

## Description
L'holotype de Aparallactus werneri mesure 390 mm dont 65 mm pour la queue. Cette espèce a la face dorsale noirâtre et présente un collier noir profond parfois bordé de clair. Sa face ventrale est jaunâtre. C'est un serpent venimeux.

## Étymologie
Cette espèce est nommée en l'honneur de Franz Werner.

## Publication originale
- Boulenger, 1895 : Descriptions of two new snakes from Usambara, German East Africa. Annals and magazine of natural history, ser. 6, vol. 16, p. 171-173 (texte intégral).